# Лю Шаоци
Лю Шаоци́ (кит. трад. 劉少奇, упр. 刘少奇, пиньинь Liú Shàoqí, 24 ноября 1898 — 12 ноября 1969) — китайский революционер, государственный и политический деятель. Один из руководителей Коммунистической партии Китая, председатель КНР (1959—1968). Был официально признанным наследником Мао Цзэдуна (в знак чего портреты обоих вождей печатались в центральных газетах на одном развороте и одинакового размера), но во время Культурной революции объявлен главным врагом республики и подвергся репрессиям. Впоследствии, уже посмертно, реабилитирован, и сейчас его имя упоминается в ряду выдающихся китайских коммунистических деятелей.

## Биография

### Ранние годы
Лю Шаоци родился в деревне Хуамынлоу (Хуаминлоу) уезда Нинсян провинции Хунань, младшим ребёнком в многодетной семье его отца, по профессии школьного учителя (у него было три старших сестры и два старших брата). Имя Шаоци, данное ребёнку, означало «человек редкостной, необычной судьбы».
Получив начальное образование в родном уезде, Лю поступил в педагогическое училище в городе Чанша и в 1917 году в городе Баодине поступил на курсы, где молодые люди готовились к поездке на учёбу во Францию в надежде продолжить образование за границей. Однако, включившись в революционную борьбу, приняв активное участие в «движении 4 мая» молодой Лю Шаоци сменил свои приоритеты и стал мечтать о поездке в Москву, а не в Париж. В 1920 году, перебравшись в Шанхай, Лю вступил в Союз социалистической молодёжи Китая (крыло коммунистического движения в Китае), где впервые познакомился с работами Маркса и Энгельса, стал изучать русский язык. Весь 1921 год Лю провёл в Москве, куда был приглашён в составе восьми наиболее одарённых выпускников школы иностранных языков. Вместе с группой членов Союза социалистической молодёжи он учился в Коммунистическом университете трудящихся Востока им. И. В. Сталина.
Уже тогда сокурсники отмечали постоянную сосредоточенность Лю на работе, его чрезвычайную серьёзность, граничащую с мрачностью.

### Во главе рабочего движения

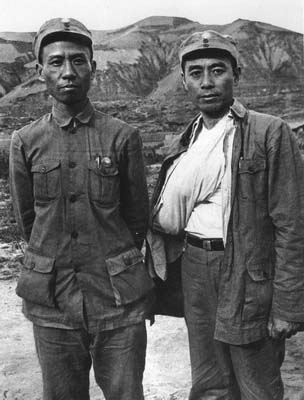
Лю Шаоци и Чжоу Эньлай в 1939 году

После вступления в Москве в коммунистическую партию Китая Лю вернулся на родину и был направлен в Шанхай для работы с рабочими организациями этого города. Оттуда он был переведен в угольный бассейн Аньюань в качестве помощника Ли Лисаня, где добился больших успехов в качестве партийного работника: именно он с Ли Лисанем организовал грандиозную шахтёрскую забастовку, в которой приняли участие около 20 тыс. рабочих. На следуюий год Лю был переведен в провинцию Гуандун для ведения политической работы в коалиции Гоминьдана и КПК.
Уже к этому времени проявились незаурядные организаторские способности молодого коммуниста, его самоотверженность в отношении работы, готовность принимать решение масс, даже будучи уверенным в его заведомой ошибочности (особенно это проявилось при забастовке в Аньюане). Выполняя скрупулёзную повседневную работу и не требуя высоких постов, Лю Шаоци идеально устраивал партийных и профсоюзных руководителей, которые предпочитали заниматься разработкой и выдвижением руководящих идей.
В 1925 году Шаоци был избран заместителем председателя Всекитайской организации профсоюзов. В том же году он организовал антибританское движение в Шанхае, а затем, перебравшись в Ухань, участвовал в организации продолжавшейся 16 месяцев Сянган-Гуанчжоуской забастовки 1925—1926 годов.
Когда в 1927 году гоминьдановцы начали противодействовать коммунистам, Лю начал руководить рабочим движением из подполья. Он стал секретарем Союза трудящихся провинции Хубэй и организовывал демонстрации в Ханькоу. В апреле того же года на V съезд КПК Лю был избран членом Центрального комитета КПК. В мае он был избран председателем Всекитайской организации трудящихся.

### Подпольная деятельность
В период с апреля по июль 1927 года хрупкий союз между Гоминьданом и КПК разрушился, что вынудило Лю, как и всех остальных его однопартийцев, перейти к подпольной деятельности. В 1928 году Лю назначили секретарём партийного бюро рабочих, а в 1929 году — секретарём партийной ячейки КПК в Маньчжурии. В 1930 году он снова уехал в Москву для участия в V конгрессе Красного Профинтерна и на некоторое время оставался в СССР в качестве члена Исполнительного бюро. Вернувшись из СССР, Шаоци работал в Маньчжурии, затем был отправлен в штаб созданной Мао Цзэдуном и Чжу Дэ советской республики в Цзянси и стал руководить производственной деятельностью рабочих групп. Во время работы в Цзянси Лю был избран председателем Всекитайской организации профсоюзов.
Лю покинул Цзянси и примкнул к «Великому походу», но был вызван для ведения подпольной работы в Северном Китае. С этого периода и до 1942 года он руководил партизанским движением КПК в северной и центральной частях страны. Создавая в тылу японцев партизанские базы, Лю стремился скрывать работу коммунистов за деятельностью легальных организаций, большое внимание уделял организации широких масс, умело использовал противоречия между противниками.

### У руля партии
Лю стал считаться главной фигурой в КПК после публикации в 1939 году его книги под названием «Как быть хорошим коммунистом». Он начал углубленно изучать марксизм-ленинизм, занялся самообразованием.
С 1932 по 1942 годы Лю играл главную роль в организации партизанского движения в Центральном Китае и формировании новой 4-й армии. После инцидента в январе 1941 года, который разорвал альянс коммунистов и Гоминьдана в объединённом антияпонском фронте, Лю назначили политкомиссаром 4-й армии. К началу 1943 года его позиции в партии ещё более укрепились после того, как Лю стал членом Секретариата ЦК КПК. После его речи на VII съезде КПК все начали понимать, что Лю становится главным лицом в коммунистическом движении Китая.
На съезде Лю стал третьим лицом в партии после Мао Цзэдуна и Чжу Дэ. Во время поездки Мао в Чунцин в 1945 году Лю был назначен его заместителем в Яньане. После эвакуации Яньаня в 1947 году в связи с возобновлением гражданской войны Лю мог претендовать на лидерство в случае пленения или смерти Мао. После образования КНР в 1949 году Лю стал вторым заместителем председателя и секретарем ЦК КПК.
Публичные заявления Лю на протяжении 1950-х годов отражали политику партии и правительства. Он делал главный акцент на необходимости коллективного руководства во главе с Мао Цзэдуном и считал, что идеи Мао являются ключевыми для партии, так же как и в целом для всего революционного движения в Юго-Восточной Азии. В октябре 1952 года Лю ездил в Москву для участия в XIX съезде КПСС. В 1957 году Лю замещал Мао во время его поездки в СССР.
В апреле 1959 года Лю сменил Мао на посту Председателя КНР. Однако Мао все ещё занимал пост председателя партии. Лю публично поддержал политику «Большого скачка» (1958—1960). После Лю стал сомневаться в политике Мао, особенно после экономических неудач с 1960 по 1962 год. Лю также поддержал последовавшую после этого экономическую и социальную политику.
Вскоре между Мао и Лю стали обнаруживаться политические разногласия. Мао поддерживал идею быстрого развития на основе политического самосознания китайского народа. Лю, напротив, поддерживал идею постепенного роста, делая ставку на группу экономистов, которых он собрал вокруг себя. Лю добивался установления контроля над обществом путём использования авторитета партии, в то время как Мао хотел уничтожить иерархическую структуру партии и вовлечь в управление партией народные массы.

### Закат карьеры и смерть

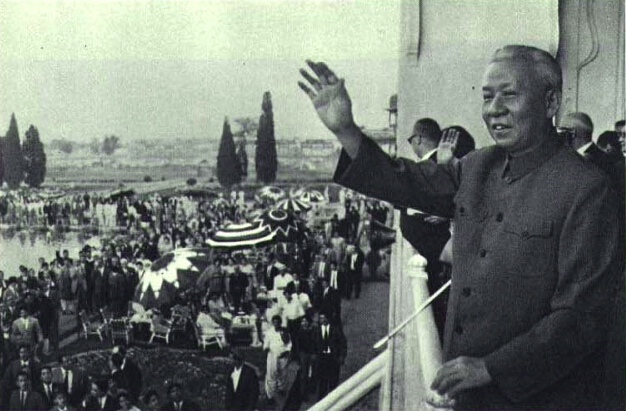
Лю Шаоци в первый год «Культурной революции» (1966)

Закат карьеры Лю связывают с началом в 1965 году «Культурной революции». Очевидно, Лю не был вовлечен в первые нападки на представителей Уханя в партии, драматургов и журналистов. В апреле 1966 года Лю посетил с государственными визитами Пакистан, Афганистан и Бирму.
На пленуме ЦК КПК в августе 1966 года Лю подвергся жёсткой критике, но это не предали огласке. 18 августа на этом пленуме Лю появился на трибуне восьмым, хотя до этого он всегда появлялся вторым. Именно на этом собрании впервые были упомянуты публично хунвейбины, военизированные и агрессивно настроенные отряды, состоящие из сподвижников Мао. Вскоре Лю стали критиковать на плакатах и в публикациях хунвейбинов, но не в официальной прессе. Но в 1967 году стали выходить обличительные статьи и в официальной прессе, в которых Лю представал как «самое большое лицо в партии, облечённое властью и идущее по капиталистическому пути» и «китайский Хрущёв». Но вскоре в прессе перестали упоминать даже его имя.
В 1967 году вышли в свет три статьи, где Лю подверг себя самокритике. В статьях Лю признавал свои ошибки, но не признавал обвинения в том, что он не был настоящим коммунистом. Лю оставался на своем посту и в 1967 году.
В октябре 1968 года ЦК КПК объявил Лю виновным в «контрреволюционной деятельности». Он был исключен из партии и смещён со всех партийных и государственных постов. Приговор отражал намерения ЦК «продолжить сводить счеты с ним и его приспешниками». Сразу после этого в газетах запестрели заголовки, в которых говорилось, что его преступлений достаточно для смертного приговора. По подстрекательству Цзян Цин, его собственная дочь была вынуждена возглавить кампанию по низложению отца.
Принимая Лю у себя в кабинете в последний раз, Мао отказал в удовлетворении его просьбы быть посланным на родину в деревню, чтобы стать там крестьянином. Вместо этого Председатель отпустил ему прощальное наставление «хорошенько учиться» и обрёк на полную изоляцию.
О дальнейшей судьбе Лю мало что известно. В 1974 году китайская пресса официально объявила о его смерти, но дата смерти так и не была опубликована. Позже, в этом же году в «Нью-Йорк Таймс» опубликовали его некролог. По официальной версии Лю умер в тюрьме города Кайфын 12 ноября 1969 года.
Лю был реабилитирован в 1980 году. Ныне его имя указывается в ряду выдающихся китайских «пролетарских революционеров старшего поколения и героев, павших во имя революции»: так, на церемонии открытия XIX съезда КПК (2017) её участники «глубоким молчанием почтили память Мао Цзэдуна, Чжоу Эньлая, Лю Шаоци, Чжу Дэ, Дэн Сяопина, Чэнь Юня и других скончавшихся».

## Семья
Лю Шаоци был женат 6 раз. Последней его женой была Ван Гуанмэй (умерла 13 октября 2006 года в возрасте 85 лет).
| Жена        | Дети                                                                                  | Примечания |
| Чжоу Ши     | Детей нет                                                                             | Чжоу Ши была девушкой из соседней деревни. Брак был по расчёту. Позже Лю Шаоци взял со своего старшего сына от второй жены обещание заботиться о ней до конца жизни. |
| Хэ Баочжэнь | Сыновья Лю Юньбинь (русское имя Клим) и Лю Юньжо，дочь Лю Айчин                       | Настоящее имя Баочжэнь, что означает «драгоценность». Лю Шаоци женился на ней в 1922 году. В то тяжёлое для страны время Баочжэнь была вынуждена отдать своих детей на воспитание другим людям. Всю свою жизнь она была верной соратницей, единомышленницей и боевой подругой своего мужа. Умерла в 1934 году в тюрьме Гоминьдана. Её старший внук Алёша (Алексей Климович Федотов) родился от русской девушки в Москве, когда старший сын Лю Юньбинь (Клим) учился в Москве. Прожив до 48 лет в Москве, Алёша со своей русской женой Антониной переехал в Китай, на свою вторую Родину. Позже к ним присоединился сын Антон. Дочь Маргарита, получив после МГУ второе высшее образование в Китае, вернулась на родину в Москву, где возглавила Русско-Азиатский Союз Промышленников и Предпринимателей (РАСПП). |
| Се Фэй      | Детей нет                                                                             | Была рыбачкой. |
| Ван Цянь    | Сын Лю Юньчжэнь, дочь Лю Тао                                                          | Была медсестрой в новой 4-й армии. Вместе с Цзян Цин подстрекала собственную дочь критиковать Лю Шаоци. |
| Ван Цзянь   | Детей нет                                                                             | Лю Шаоци познакомился с ней через жену Чжу Дэ. Из-за проблем со здоровьем[уточнить] свадьба несколько раз переносилась. После свадьбы Лю Шаоци перевёз её в северный Китай. |
| Ван Гуанмэй | Сын Лю Юань, дочери Лю Пинпин (позднее изменила имя на Ван Цин), Лю Тинтин, Лю Сяосяо | Старший брат Ван Гуанмэй Ван Гуанся был военным лётчиком во время Японо-китайской войны. Другой брат Ван Гуанъин был очень богатым человеком. Лю Юань (младший сын) стал генералом 4-й Новой Армии Китая. |

## Примечания

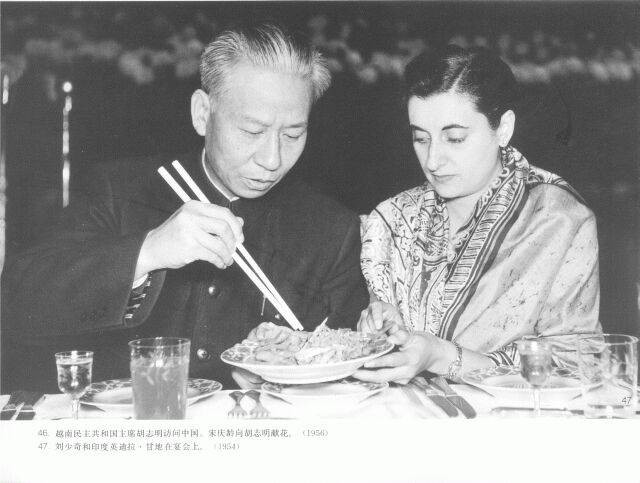
Лю Шаоци и Индира Ганди, 1954 год